# Aluminiumphosphid
Aluminiumphosphid (AlP) ist das Reaktionsprodukt von Aluminium mit elementarem Phosphor.

## Gewinnung und Darstellung
Aluminiumphosphid kann durch Zusammenschmelzen von rotem Phosphor mit Aluminium gewonnen werden:
{\displaystyle {\ce {n\,Al{}+P_{n}->n\,AlP}}}
Alternativ kann ein äquimolares Gemisch von rotem Phosphor und Aluminium mittels Magnesiumband entzündet werden. Durch die stark exotherme Reaktion treten jedoch ungewollte Nebenreaktionen auf.
Andere Herstellungsverfahren (zum Beispiel Verwendung von gelbem Phosphor) werden ebenfalls angewendet.

## Eigenschaften
Aluminiumphosphid ist ein dunkelgrauer bis gelblicher kristalliner Feststoff, der beim Kontakt mit Wasser oder Säuren selbstentzündliches und giftiges Monophosphan (PH3) entwickelt.
{\displaystyle \mathrm {AlP+3H_{2}O\longrightarrow Al(OH)_{3}+PH_{3}} }
{\displaystyle \mathrm {AlP+3H^{+}\longrightarrow Al^{3+}+PH_{3}} }
Aluminiumphosphid besitzt eine kubische Zinkblende-Struktur (ähnlich wie Galliumarsenid), bei der alle Atome tetraederförmig angeordnet sind.

## Verwendung
Aluminiumphosphid wird als Schädlingsbekämpfungsmittel (Insektizid und Rodentizid mit Wirkung über die Bildung von Phosphorwasserstoff, der als nukleophiles Agens wichtige Fermentsysteme blockiert) eingesetzt. 
In der Halbleitertechnik und -forschung wird es als III-V-Halbleiter z. B. zur Herstellung von Aluminiumgalliumindiumphosphid/Indiumgalliumaluminiumphosphid verwendet.

## Giftwirkung beim Menschen
In Wasser erfolgt eine Freisetzung von Monophosphan, das die Cytochrom-c-Oxidase sowie andere antioxidative Enzyme blockiert. Dadurch kommt es zum einen durch Hemmung der Atmungskette zu einer verminderten ATP-Produktion und zum anderen zur vermehrten Entstehen freier Sauerstoffradikale. Das Herzgewebe scheint hierbei besonders anfällig für die Giftwirkung.
Typische Symptome sind Atemnot und Zyanose, Brust- und Bauchschmerz, Übelkeit und Erbrechen und Blutdruckabfall bis zum  Schock. Todesursache ist meist Multiorganversagen. Es existiert keine kausale Therapie, daher werden Patienten rein symptomatisch und supportiv auf der Intensivstation behandelt.